# VSG Altglienicke
El VSG Altglienicke es un equipo de fútbol de Alemania que juega en la Regionalliga Nordost, una de las ligas que conforman la cuarta división de fútbol en el país.Cuenta además con secciones de bádminton, baloncesto, balonmano y voleyball.

## Historia
Fue fundado en el año 1882 en el distrito de Treptow, ubicado al este de Berlín como un club multideportivo que cuenta con secciones en deportes como voleibol, balonmano, boliche y gimnasia, en donde existió hasta la ocupación de las fuerzas aliadas en Alemania al finalizar la Segunda Guerra Mundial, en la cual desaparecieron todas las instituciones existentes durante el régimen nazi.
En 1948 la institución es refundada con el nombre Altglienicker SV, y en 1951 por presión por parte del gobierno de Alemania Oriental se fusionaron con el BSG Chemie Adlershof con el objetivo de la construcción de un estadio nuevo y cambia su nombre por el de VSG Altglienicke. En los años 1960s se fusiona con el BSG Fernsehen, pero conservan el nombre.

## Palmarés
- NOFV-Oberliga Nord: 1

2017
- Berlin-Liga: 2

2012, 2016